# Virginia Slims of Florida 1988
Il Virginia Slims of Florida 1988 è stato un torneo di tennis giocato sul cemento. È stata la 10ª edizione del torneo, che fa parte della categoria Tier II nell'ambito del WTA Tour 1988. Si è giocato a Boca Raton negli USA dal 7 al 13 marzo 1988.

## Campionesse

### Singolare
Gabriela Sabatini ha battuto in finale  Steffi Graf con il punteggio di 2–6, 6–3, 6–1

### Doppio
Katrina Adams /  Zina Garrison hanno battuto in finale  Claudia Kohde Kilsch /  Helena Suková con il punteggio di 4–6, 7–5, 6–4